# تالة ايفاسن
تالة ايفاسن (بالإنجليزية: Tala Ifacen)‏ هي بلدية جزائرية تقع اقصى الشمال الغربي لولاية سطيف التابعة اداريا واقليميا لدائرة ماوكلان، تقع على بعد 60 كلم عن عاصمة الولاية سطيف، تعدادها السكاني حوالي : 20337 نسمة (إحصاء سنة 2008)، يمر عبرها الطريق الوطني رقم 75، والطريق الولائي 32أ.

## جغرافيا

### الموقع
تقع بلدية تالة ايفاسن شمال شرق الجزائر، وفي الشمال الغربي لـولاية سطيف
* الموقع الجغرافي:
تالة ايفاسن Tala Ifacen
- الإحداثيات: 36°22′52″N 5°59′27″E / 36.38111°N 5.99083°E

### التقسيم الإداري
تتكون البلدية من عدة بلدات وقرى ومشاتي ومداشر ودواوير، أهم التجمعات السكنية والأماكن الحيوية ياليلدية:
- مركز وعاصمة البلدية تالة ايفاسن
- تيزي نبراهم
- شلاغمة
- أولاد السعدي
- أولاد زيان،
- تزمورث
- الدروات
- أولاد يحيى،
- لمعاذر
- اغيل اباون
- واد وران
- تغمرت
- تالة حوة
- تامحاديث
- عزازقة
- سيدي عبد الرحمان
- برج بني عبد الله
- بوسعادة

### السكان
تبلغ مساحتها 76 كيلو متر مربع، وعدد سكانها حسب آخر إحصاء 2008 م حوالي20337 نسمة،

## شبكة الطرق
- يمر بـ بلدية تالة ايفاسن الطريق الوطني رقم 75، والطريق الولائي A32.
- يوجد بـ بلدية تالة ايفاسن شبكة من الطرق البلدية والتي تربط جميع الأماكن الحضرية، والتجمعات السكانية بـ البلدية ببعضها البعض.

## المناخ
* الطقس : تالة ايفاسن
تتميز بلدية تالة ايفاسن بشتاء بارد وممطر، كما تعرف المنطقة هطول ثلوج كثيفة لأيام عديدة من فصل الشتاء، وبداية فصل الربيع " كالعديد من المناطق الداخلية الجزائرية "، أما فصل الصيف فهو حار نسبيا وجاف.